# Félix Plessis
Félix Plessis, né le 18 janvier 1869 à Paris où il est mort le 14 janvier 1948, est un sculpteur français.

## Biographie
Auguste Félix Plessis est le fils d'Auguste Emmanuel Plessis et de Louise Marguerite Ramé, boulangers.
Il débute à l'école des beaux Arts sous la direction des professeurs Carlus, Puech et Barrias.
Sourd et muet, il remporte plusieurs succès aux concours généraux de sculpture, et obtient une bourse de voyage de la ville de Paris.
En 1892, il traverse l'Atlantique aux côtés de Henri Gaillard, Joseph Chazal, Émile Joseph Mercier, Henri Genis, et de René Desperriers, pour représenter la France au congrès international des Sourds à Chicago.
Il épouse Berthe Eugénie Beaufils en 1943.
Domicilié Avenue de Breteuil, il meurt à l'Hôpital Saint-Antoine à l'âge de 78 ans. Il est inhumé le 17 janvier au cimetière du Père-Lachaise.